# Beroe australis
Beroe australis är en kammanetart som beskrevs av Agassiz och Mayer 1899. Beroe australis ingår i släktet Beroe, och familjen Beroidae. Inga underarter finns listade i Catalogue of Life.